# チラン海峡

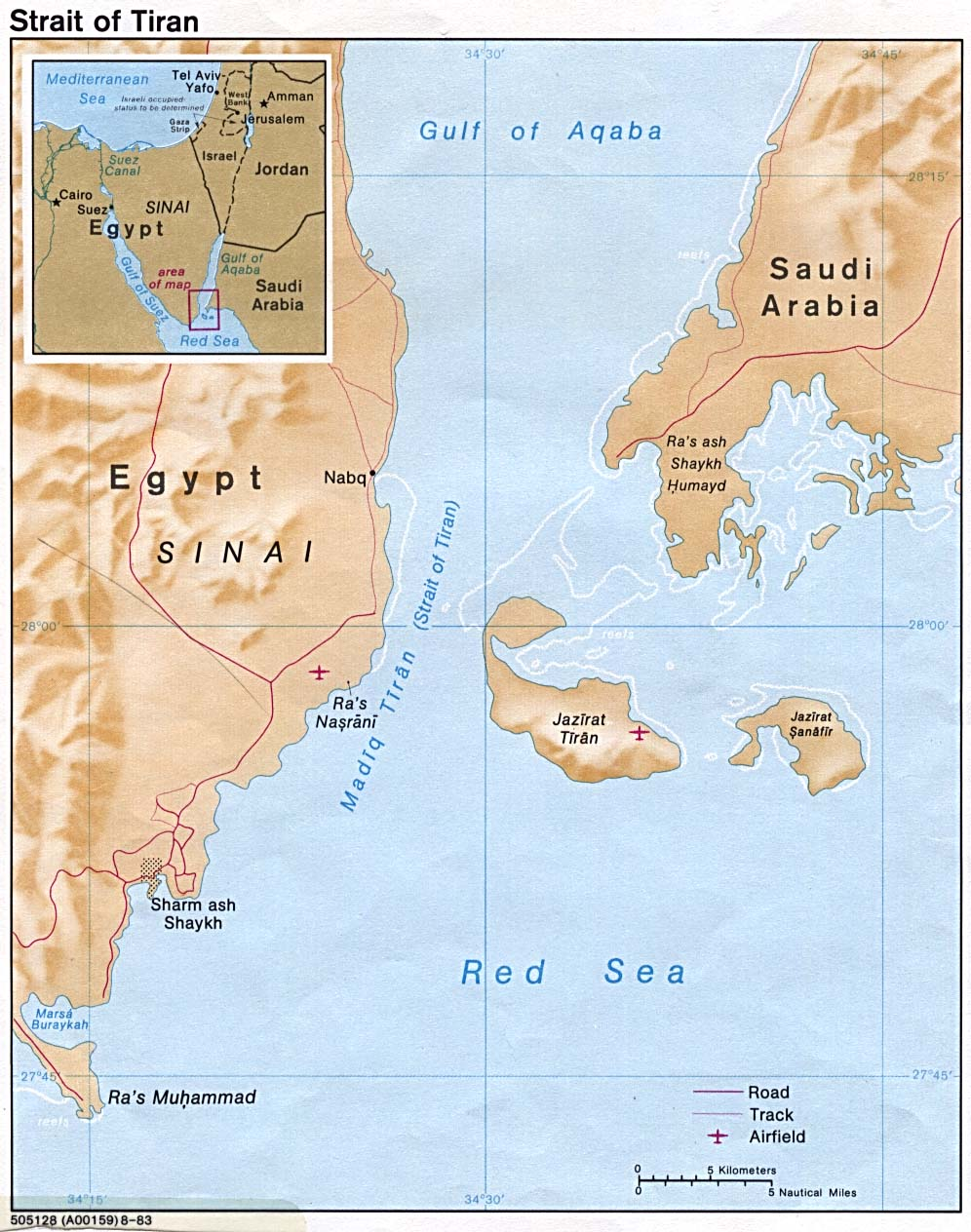
チラン海峡

チラン海峡（チランかいきょう、アラビア語: مضيق تيران / مضائق تيران）は、アカバ湾と紅海の境界にある海峡。シナイ半島先端部とアラビア半島北西部との間にある。海峡の中央部にはチラン島があり、海峡の幅は8km。
中東戦争においては、エジプトなどによって海峡封鎖が行われ、イスラエル船舶の通航が不能の時期があった。第四次中東戦争後はエジプト・イスラエル平和条約が結ばれ、シナイ半島駐留多国籍軍監視団の監視により、自由通航が行われている。
エジプト領海内は、エジプト・シナイ半島のリゾート地シャルム・エル・シェイクから、日帰りで出かけられるダイナミックなダイビング・ポイントとしても有名である。
サウジのサルマン国王は2016年4月、エジプトのシシ大統領と会談し、エジプトに対する経済支援の一環として、40億ドルを投じてチラン島を経由する橋を架けることを表明した。この会談でエジプト政府がチラン、サナフィル両島の領有権がサウジにあると表明したことに対して、エジプト国内では抗議デモが発生した。